# Saison 15 de Supernatural
Chronologie
Saison 14
Cet article présente les vingt épisodes de la quinzième et dernière saison de la série télévisée américaine Supernatural.

## Synopsis
Après 16 ans (en effet, il s'est déroulé un an entre la fin de la saison 5 et le début de la saison 6 et encore un an entre la fin de la saison 7 et le début de la saison 8) à combattre les monstres, démons, anges et autres créatures mythiques, les frères Winchester accompagnés de l'ange Castiel, auront à affronter Dieu lui-même (Chuck). Ce dernier, furieux d'avoir été une fois de plus défié, prend la décision de déclencher lui-même l'Apocalypse et de terminer son histoire. En libérant les âmes et créatures de l'enfer, Dieu fait revenir les anciens ennemis que les frères ont combattus, tandis que Jack, après avoir été tué par Dieu se réveille dans le Néant où il retrouve le Vide et la Mort.

## Distribution

### Acteurs principaux
- Jared Padalecki (VF : Damien Boisseau) : Sam Winchester
- Jensen Ackles (VF : Fabrice Josso) : Dean Winchester
- Alexander Calvert (VF : Christophe Lemoine) : Jack Kline / Belphegor
- Misha Collins (VF : Guillaume Orsat) : Castiel

### Acteurs récurrents et invités
- Rob Benedict (VF : Olivier Destrez) : Chuck Shurley / Dieu
- Shoshannah Stern (VF : Katy Varda) : Eileen Leahy
- Lisa Berry (VF : Isabelle Leprince) : Billie / La Mort
- Ruth Connell (VF : Julie Dumas) : Rowena MacLeod (épisodes 2, 3 et 8)
- David Haydn-Jones (VF : Bertrand Liebert) : Arthur Ketch (épisodes 2 et 3)
- Osric Chau (VF : Alexandre Nguyen) : Kevin Tran (épisode 2)
- Emily Swallow (VF : Florence Cabaret) : Amara (épisodes 2, 15 et 17)
- Emily Perkins (VF : Barbara Tissier) : Becky Rosen (épisode 4)
- Ty Olsson (VF : Julien Kramer) : Benny Lafitte (épisode 4)
- Anna Grace Barlow : Lilith / Ashley Monroe (épisodes 5 et 8)
- Christian Kane (VF : Jérôme Pauwels) : Lee Webb (épisode 7)
- Dimitri Vantis (VF : Grégory Kristoforoff) : Sergei (épisode 7)
- Jake Abel (VF : Donald Reignoux) : Adam Milligan / Michel (épisodes 8 et 19)
- Keith Szarabajka (VF : Jean-Loup Horwitz) : Donatello Redfield (épisode 8)
- Kim Rhodes (VF : Isabelle Ganz) : Jody Mills (épisodes 9 et 19)
- Jim Beaver (VF : Jacques Bouanich) : Bobby Singer (épisodes 9, 18 et 20)
- Dj Qualls (VF : Thierry Bourdon) : Garth Fitzgerald IV (épisode 10)
- Sarah Smyth (en) (VF : Flora Kaprielian) : Bess Fitzgerald (épisode 10)
- Yadira Guevara-Prip (en) (VF : Véronique Rivière) : Kaia Nieves (épisode 12)
- Danneel Ackles (VF : Aurélia Bruno) : Jo (épisode 13)
- Genevieve Padalecki (VF : Marie-Eugénie Maréchal) : Ruby (épisode 13)
- Rachel Miner (VF : Sylvie Jacob) : Meg / le Néant (épisodes 13, 17 et 18)
- Meagan Fey : Mrs Butters (épisode 14)
- Kavan Smith (VF : Éric Missoffe) : Cuthbert Sinclair (épisode 14)
- Briana Buckmaster (VF : Blanche Ravalec) : Donna Hanscum (épisode 18)
- Felicia Day (VF : Anne Rondeleux) : Charlie Bradbury (épisode 18)
- Mark Pellegrino (VF : Nicolas Lormeau) : Lucifer (épisode 19)

### Créatures de la saison
- Zombies
- Fantômes
- Démons
- Lilith
- Vampires
- Loup-garou
- Djinn
- Sorcières
- Myriad
- Dieu
- Archanges
- Polymorphes
- Déesse Fortuna
- Anges
- Baba Yaga
- Chiens de l'enfer
- Nymphe des bois
- La Mort (Billie)
- Le Néant

## Production

### Développement
Le 22 mars 2019, les acteurs annoncent publiquement par l'intermédiaire d'une vidéo sur le net que la série s'arrêtera avec la saison 15 qui sera composée de vingt épisodes .

### Diffusions
- Aux États-Unis, la saison a été diffusée du 10 octobre 2019 au 19 novembre 2020 sur The CW.
- Au Canada, elle a été diffusée en simultané sur la chaîne spécialisée CTV Sci-Fi Channel (anciennement Space).
- En France, la saison est diffusée 24 heures après sa diffusion nord-américaine en version originale sous-titrée sur Série Club. Elle est également diffusée en version française depuis le 7 septembre 2020[2].

## Liste des épisodes

### Épisode 1:Fantômes et zombies
- États-Unis /  Canada : 10 octobre 2019 sur The CW / CTV Sci-Fi Channel
- France : 11 octobre 2019 (en VOSTFr) et 7 septembre 2020 (en VF) sur Série Club[2]
- Québec : 1er septembre 2020 sur Z

- États-Unis : 1,23 million de téléspectateurs[4] (première diffusion)

- Jovanna Burke (Bloody Mary)
- Shanae Tomasevich (La Dame Blanche)

### Épisode 2:L'Attrape-âmes
- États-Unis /  Canada : 17 octobre 2019 sur The CW / CTV Sci-Fi Channel
- France : 18 octobre 2019 (en VOSTFr) et 7 septembre 2020 (en VF) sur Série Club
- Québec : 8 septembre 2020 sur Z

- États-Unis : 1,16 million de téléspectateurs[5] (première diffusion)

- Ruth Connell (Rowena MacLeod)
- David Haydn-Jones (Arthur Ketch)
- Osric Chau (Kevin Tran)
- Rob Benedict (Chuck Shurley / Dieu)
- Emily Swallow (Amara)
- Lane Davies (Francis Tumblety / Jack L'éventreur)

### Épisode 3:Le Bâton de Lilith
- États-Unis /  Canada : 24 octobre 2019 sur The CW / CTV Sci-Fi Channel
- France : 25 octobre 2019 (en VOSTFr) et 14 septembre 2020 (en VF) sur Série Club
- Québec : 15 septembre 2020 sur Z

- États-Unis : 1,24 million de téléspectateurs[6] (première diffusion)

- Ruth Connell (Rowena MacLeod)
- David Haydn-Jones (Arthur Ketch)

### Épisode 4:Un écrivain de talent
- États-Unis /  Canada : 7 novembre 2019 sur The CW / CTV Sci-Fi Channel
- France : 8 novembre 2019 (en VOSTFr) et 14 septembre 2020 (en VF) sur Série Club
- Québec : 22 septembre 2020 sur Z

- États-Unis : 1,10 million de téléspectateurs[7] (première diffusion)

- Ty Olsson (Benny Lafite)
- Emily Perkins (Becky Rosen)
- Rob Benedict (Chuck/Dieu)

Sam a des cauchemars dans lequel Dean et lui s'entretuent. Les Winchester partent enquêter sur la mort d'une jeune fille (Susie Martin) dans l'Iowa. A première vue, il semblerait que ce soit un vampire grâce à un croc trouvé dans la victime, mais une deuxième cheerleader se fait kidnapper et les Winchester soupçonne Veronica, une troisième cheerleader qui reprendrait le poste de capitaine. 
Cependant, son appareil dentaire la lave de tous soupçons. Il s’avère finalement que le vampire n'est autre que Billy le petit ami de la première victime, ce dernier étant couvert par ses parents qui essaient de le protéger. 
- Sam est l'agent Plant en référence à Robert Plant du Groupe Led Zeppelin

### Épisode 5:Trop facile
- États-Unis /  Canada : 14 novembre 2019 sur The CW / CTV Sci-Fi Channel
- France : 15 novembre 2019 (en VOSTFr) sur Série Club et 21 septembre 2020 (en VF) sur Série Club
- Québec : 29 septembre 2020 sur Z

- États-Unis : 1,30 million de téléspectateurs[8] (première diffusion)

- Anna Grace Barlow (Lilith / Ashley Monroe)

### Épisode 6:Lordo magnificarum
- États-Unis /  Canada : 21 novembre 2019 sur The CW / CTV Sci-Fi Channel
- France : 22 novembre 2019 (en VOSTFr) et 21 septembre 2020 (en VF) sur Série Club
- Québec : 6 octobre 2020 sur Z

- États-Unis : 1,14 million de téléspectateurs[9] (première diffusion)

- Shoshannah Stern (Eileen Leahy)

### Épisode 7:Blessure divine
- États-Unis /  Canada : 5 décembre 2019 sur The CW / CTV Sci-Fi Channel
- France : 6 décembre 2019 (en VOSTFr) et 28 septembre 2020 (en VF) sur Série Club
- Québec : 13 octobre 2020 sur Z

- États-Unis : 1,06 million de téléspectateurs[10] (première diffusion)

- Shoshannah Stern (Eileen Leahy)
- Christian Kane (Lee Webb)
- Dimitri Vantis (Sergei)

Dean part seul sur une affaire sans rien dire à personne. Il retrouve un vieil ami de chasse qui a bien connu son père et passe du bon temps. Néanmoins, les choses ne sont pas forcément ce qu'elles semblent être.

### Épisode 8:Talon d'Achille
- États-Unis /  Canada : 12 décembre 2019 sur The CW / CTV Sci-Fi Channel
- France : 13 décembre 2019 (en VOSTFr) et 28 septembre 2020 (en VF) sur Série Club
- Québec : 20 octobre 2020 sur Z

- États-Unis : 1,09 million de téléspectateurs[11] (première diffusion)

- Ruth Connell (Rowena MacLeod)
- Shoshannah Stern (Eileen Leahy)
- Rob Benedict (Chuck Shurley / Dieu)
- Jake Abel (Adam Milligan / Michel)
- Keith Szarabajka (Donatello Redfield)
- Anna Grace Barlow (Lilith / Ashley Monroe)

### Épisode 9:Butch Cassidy et le Kid
- États-Unis /  Canada : 16 janvier 2020 sur The CW / CTV Sci-Fi Channel
- France : 17 janvier 2020 (en VOSTFr) et 5 octobre 2020 (en VF) sur Série Club

- États-Unis : 1,13 million de téléspectateurs[12] (première diffusion)

- Shoshannah Stern (Eileen Leahy)
- Rob Benedict (Chuck Shurley / Dieu)
- Kim Rhodes (Jody Mills)
- Lisa Berry (Billie / La Mort)
- Jim Beaver (Bobby Singer)

Sam et Eileen sont prisonniers de Chuck/Dieu, qui cherche à couper son lien avec Sam en retirant la balle de son épaule. Celui-ci commence alors à torturer Sam, en vain. Comprenant que c'est l'espoir qui rend Sam si fort, il lui montre un futur où tous ses amis meurent les uns après les autres et où Dean et lui finissent transformés en vampires.
Pendant ce temps au purgatoire Dean et Castiel partent à la recherche d'une fleur de Léviathan et parviennent à créer le piège prévu.
Au moment d'enfermer Dieu, Sam perd espoir à la suite des visions apocalyptiques qu'il a eues, permettant ainsi à Chuck de se guérir et de récupérer ses pouvoirs avant de les quitter, non sans leur promettre un sort funeste. Il leur avoue que les cauchemars que Sam a fait sont des souvenirs de ses nombreux univers alternatifs, et qu'il n'y a pas d'autres issues pour eux deux.

### Épisode 10:L'Étoffe des héros
- États-Unis /  Canada : 23 janvier 2020 sur The CW / CTV Sci-Fi Channel
- France : 24 janvier 2020 (en VOSTFr) et 12 octobre 2020 (en VF) sur Série Club

- États-Unis : 990 000 téléspectateurs[13] (première diffusion)

- Dj Qualls (Garth Fitzgerald IV)
- Sarah Smyth (Bess Fitzgerald)

La malchance semble s'abattre sur les Winchester. En à peine quelques heures, leurs cartes de crédit sont refusées, Dean reçoit une contravention, Sam brûle le dîner puis attrape un rhume. Leur ami Garth les appelle à l'aide, mais en route, ils tombent en panne de voiture. Une fois sur place, Garth leur fait prendre conscience qu'ils ont tous simplement des problèmes de « gens normaux » et que Dieu ayant décidé de ne plus en faire les héros de son histoire, ils sont soumis au même lot de malchance que les autres personnes.

### Épisode 11:Atrox fortuna
- États-Unis /  Canada : 30 janvier 2020 sur The CW / CTV Sci-Fi Channel
- France : 31 janvier 2020 (en VOSTFr) et 19 octobre 2020 (en VF) sur Série Club

- États-Unis : 1,07 million de téléspectateurs[14] (première diffusion)

- Lynda Boyd (en) : Moira/Fortuna

Sam et Dean arrivent aux coordonnées fournies par Garth, où se trouve un bar situé au milieu de nulle part.
Là bas, les clients jouent leur chance au billard, mais à chaque défaite ils perdent un peu plus de chance jusqu'à devoir quitter le bar où la mort les attend.
Alors que les Winchester gagnent, ils découvrent qu'ils ne gagnent pas toute la chance qui leur est due et que quelqu'un se sert au passage. Fortuna, la déesse de la chance, se cache derrière ce bar et il la défie pour libérer les autres âmes confinées et récupérer toute leur chance.
Malgré leur défaite, Fortuna, étonnée par leur héroïsme, libère tout le monde et leur rend la chance qu'ils avaient tous perdue.

### Épisode 12:L'Autre Kaia
- États-Unis /  Canada : 16 mars 2020 sur The CW / CTV Sci-Fi Channel
- France : 20 mars 2020 (en VOSTFr) et 26 octobre 2020 (en VF) sur Série Club

- États-Unis : 980 000 téléspectateurs[15] (première diffusion)

- Yadira Guevara-Prip (Kaia Nieves)
- Lisa Berry (Billie / La Mort)

Tandis que Chuck décide de se débarrasser des autres univers, Sam et Dean répondent à un appel inquiétant de Jody. Avec Castiel et Jack, ils vont aider l'autre Kaia à retourner dans son monde d'origine et réaliser un sauvetage surprenant. Surveillé de près par la Mort, Jack décidé d'utiliser ses pouvoirs malgré les consignes de Billie et avec la complicité d'une faucheuse.

### Épisode 13:L'Occultum
- États-Unis /  Canada : 23 mars 2020 sur The CW / CTV Sci-Fi Channel
- France : 27 mars 2020 (en VOSTFr) et 2 novembre 2020 (en VF) sur Série Club

- États-Unis : 1,06 million de téléspectateurs[16] (première diffusion)

- Lisa Berry (Billie / La Mort)
- Danneel Ackles (Jo)
- Genevieve Padalecki (Ruby)
- Rachel Miner (Meg / le Néant)

Billie donne à Jack la prochaine étape pour devenir celui qui peut battre Dieu. Pendant que Sam et Dean partent à la recherche de l'Occultum jusqu'en enfer, ils semblent faire face à un secret qui pourrait être mort avec Ruby. Castiel demande à Jack de faire l'impensable pour aider les frères dans leur quête.

### Épisode 14:La Nymphe des bois
- États-Unis /  Canada : 8 octobre 2020 sur The CW[18],[19] / CTV Sci-Fi Channel
- France : 9 octobre 2020 (en VOSTFr) et 3 octobre 2021 (en VF) sur Série Club

- États-Unis : 1,13 million de téléspectateurs[20] (première diffusion)

- Meagen Fay (Mrs. Butters)
- Kavan Smith (Cuthbert Sinclair)

Alors que Jack doit faire face à la culpabilité qu'il ressent depuis qu'il a retrouvé son âme, Sam et Dean découvrent une nymphe des bois vivant dans le bunker. Cette dernière leur explique que le bunker fonctionne à la moitié de ses capacités sans son énergie et l'on découvre que les lieux possèdent un radar à monstre sophistiqué, entre autres choses.

### Épisode 15:Pauvres pécheurs
- États-Unis /  Canada : 15 octobre 2020 sur The CW
- France : 16 octobre 2020 (en VOSTFr) et 3 octobre 2021 (en VF) sur Série Club

- États-Unis : 1,07 million de téléspectateurs[21] (première diffusion)

- Emily Swallow (Amara)

Castiel et Jack travaillent sur une affaire impliquant des membres d'une église locale. Pendant ce temps, Sam et Dean partent à la recherche d'Amara afin de la convaincre de les aider dans leur combat contre Dieu.

### Épisode 16:La Chambre 214
- États-Unis /  Canada : 22 octobre 2020 sur The CW
- France : 23 octobre 2020 (en VOSTFr) et 10 octobre 2021 (en VF) sur Série Club

- États-Unis : 917 000 téléspectateurs[22] (première diffusion)

- Lisa Berry (Billie)

Sam et Dean se rendent aux obsèques d'une vieille connaissance, mais une fois sur place la sœur de la victime partage des doutes sur la raison de sa mort. Très vite, ils replongent dans leurs souvenirs avec une affaire qu'ils pensaient résolue depuis longtemps.

### Épisode 17:Juste un claquement de doigts
- États-Unis /  Canada : 29 octobre 2020 sur The CW
- France : 30 octobre 2020 (en VOSTFr) et 10 octobre 2021 (en VF) sur Série Club

- États-Unis : 908 000 téléspectateurs[23] (première diffusion)

- Rob Benedict (Chuck Shurley / Dieu)
- Emily Swallow (Amara)
- Rachel Miner (Meg / le Néant)

Une divergence d’opinion sépare les deux frères concernant le plan de Billie, Dean décide de poursuivre et emmène Jack pour sa dernière épreuve. Tandis que Sam, aidé par Castiel, préfère chercher une autre solution pour vaincre Chuck, sans devoir sacrifier Jack.
Amara est rejointe par Chuck, décidé à détruire le monde et préparer la fin de son histoire, mais elle lui propose de s’unir et créer l’équilibre. La proposition n’intéresse pas Chuck et Amara comprend que si son frère ne se soucie que de lui-même, cela fait de lui le méchant et décide de le téléporter au bunker. Chuck comprend que sa sœur l’a piégé. Elle lui explique que les Winchester ont trouvé un moyen de le piéger et qu'elle pourra le retenir assez longtemps, malgré ses menaces.
Dean et Jack rencontrent Adam, la première création de Dieu et découvrent que le plan de Billie venait de lui. Avec l’aide de sa compagne, Adam donne une de ses côtes à Jack et raconte que l’os est imprégné de l’étincelle divine, qui fusionnera l’âme et la grâce de Jack, le transformant en un trou noir vivant pour énergie, auquel rien ne peut échapper, y compris Dieu et Amara.
Cependant, alors que Sam infiltre la bibliothèque de la Mort, il se retrouve face au Néant qui est à la recherche de celle-ci. Le Néant explique à Sam l’accord qu’il a passé avec La Mort, et lui confirme ses intentions de prendre le pouvoir, devenir le nouveau Dieu et restaurer l’ordre. À la suite de ces révélations bouleversantes, Sam réussit à tromper le Vide en récupérant le livre de Dieu et revenir sur terre.
Sam retrouve Dean et un Jack chargé, prêt à exploser, en compagnie de Castiel et leur révèle les intentions de Billie. La rage de Dean à vouloir tuer Chuck semble l’emporter et il menace Sam avec son arme, prêt à sacrifier tout le monde pour en finir avec Dieu.
Pendant ce temps, Chuck raconte à sa sœur sa véritable fin de l’histoire, confirmant que son omniscience lui a permis de tout orchestrer depuis le début. Il finit par avouer que les Winchester veulent utiliser Jack pour les détruire. Amara semble être choquée et attristée de découvrir que Dean lui ait menti, mais son frère souhaite apaiser sa douleur, en lui proposant de s’unir. Dieu absorbe les Ténèbres, voyant à travers ses yeux que les deux êtres ne forment plus qu’un.

### Épisode 18:La Mort aux trousses
- États-Unis /  Canada : 5 novembre 2020 sur The CW
- France : 6 novembre 2020 (en VOSTFr) et 10 octobre 2021 (en VF) sur Série Club

- États-Unis : 1,024 million de téléspectateurs[24] (première diffusion)

- Jim Beaver (Bobby Singer)
- Lisa Berry (Billie)
- Briana Buckmaster (Donna Hanscum)
- Rachel Miner (Meg / Le Néant)
- Felicia Day (Charlie Bradbury)

L’état de Jack empire et alors que Dean, Sam et Castiel cherchent désespérément un moyen de le sauver, Billie apparaît et transporte Jack dans le Néant avant qu’il n'explose. La Mort révèle que le Néant est vaste et qu’il peut contenir l’impact, ainsi que la possibilité que le Nephilim puissent survivre, mais que le Néant sera furieux contre Billie. 
Sam finit par lui remettre le livre de Dieu, avec une nouvelle fin, et Billie ramène Jack du Néant puisqu’il « est toujours utile ». Alors que Billie se prépare à partir avec Jack, Dean prend la faux et blesse Billie, qui disparaît, laissant sa faux et le livre de Dieu.  
Lorsque des chasseurs disparaissent, dont Eileen, les frères Winchester sont sûrs qu’il s’agit de l’œuvre de Billie. Sam part de son côté avec Jack pour protéger les autres, tandis que Dean et Castiel se préparent à tuer Billie.
Alors que Sam et Jack alimentent les protections dans le silo de Donna pour protéger leurs amis, Dean et Castiel entrent dans la bibliothèque de Billie, qui les attendait. Lors du combat qui suit Dean réclame qu'elle arrête de tuer ses amis. Cependant, au moment où Billie avoue qu’elle n’y est pour rien et que le responsable est Chuck, l’une des réfugiées protégée dans le silo disparaît.
Sam comprend que les protections ne peuvent rien faire et tout le monde disparaît, à l’exception de Jack. De son côté, Dean découvre que Billie est mortellement blessée et ne souhaite qu’une chose avant de disparaître, la mort de Dean. Retourné jusqu’au bunker, Castiel emmène Dean jusque dans le donjon du bunker où il crée une protection contre Billie. Il réalise qu’il y a qu’un seul moyen de vaincre la Mort. L’ange finit par avouer à Dean l’accord qu’il avait passé avec le Vide l’année précédente pour sauver l’âme de Jack et expérimente le véritable bonheur en avouant tout son amour pour l’aîné des Winchester. Dean supplie Castiel de s’arrêter, mais il est trop tard.

### Épisode 19:Seuls au monde
- États-Unis /  Canada : 12 novembre 2020 sur The CW
- France : 13 novembre 2020 (en VOSTFr) et 17 octobre 2021 (en VF) sur Série Club

- États-Unis : 1,00 million de téléspectateurs[25] (première diffusion)

- Rob Benedict (Chuck Shurley / Dieu)
- Jake Abel (Michel)
- Mark Pellegrino (Lucifer)

En découvrant qu’ils sont devenus les seuls êtres vivants restant sur terre, les frères Winchester déclarent forfait à Dieu et qu’ils sont prêts à s’entre-tuer si Chuck ramène tout le monde. Mais ce dernier refuse, appréciant de voir les Winchester vivre avec leurs échecs sur une planète vide.
Plus tard, Dean, Sam et Jack retrouvent l’archange Michel dans une église, où il leur apprend la disparition de leur demi-frère Adam et propose son aide. De retour au bunker, l’archange tente d’ouvrir le Livre de Dieu, mais sans succès. À leur plus grande surprise, les Winchester, Jack et Michel se retrouvent face à Lucifer, qui prétend avoir été ramené par le Néant. Il fait d’une faucheuse la nouvelle Mort pour ouvrir le Livre de Dieu. Cependant, Lucifer tue la faucheuse, vole le livre et révèle avoir menti en avouant qu’il travaille pour Dieu. Michel ne supporte pas qu'il soit le nouveau préféré de leur père et le tue.
Sam pense pouvoir traduire le livre de Dieu avec le livre des damnés. Il revient expliquant qu’il a déchiffré un sort capable de libérer une force qui trouvera et tuera Chuck, à un endroit précis. Après avoir lancé le sort, Chuck apparaît et projette Dean, Sam et Jack, il remercie Michel de l’avoir prévenu pour les Winchester, mais ne le pardonne pas d’avoir été de leur côté. Michel n’a pas le temps de plaider sa cause que Chuck le fait taire et le détruit. Il souhaite en finir avec les Winchester et les frappe, en leur conseillant d’abandonner et de rester à terre, mais ces derniers se relèvent forçant Chuck à les frapper à maintes reprises, ce qui a le don de l’ennuyer. Mais Sam et Dean se relèvent avec le sourire, en avouant à Dieu qu'il a perdu et attirent son attention sur Jack qui se tient derrière lui. 
Dieu se rapproche de Jack et remarque qu'il semble différent. Bien qu'il essaye de le tuer à plusieurs reprises, Jack, qui se rapproche de lui, se trouve immunisé contre les pouvoirs de Dieu. Le Nephilim attrape Chuck par la tête et absorbe toute sa puissance divine, avant de le mettre au sol et guérir les frères Winchester. Chuck est convaincu que son Livre finit ainsi, mais Sam lui confirme que seul la Mort est capable de lire le livre et qu’ils ont réalisé leur plan B. 
Dean raconte à Chuck qu’ils ont simulé le fait de pouvoir lire le livre, qu’ils ont anticipé la trahison de Michel, comprenant qu’il voulait redevenir le préféré de Dieu, pour piéger Chuck. La transformation de Jack en un trou noir lui a permis d’absorber le pouvoir de Lucifer, Michel puis Dieu lorsqu'il frappait Sam et Dean. Cela lui permet d’être protégé de Chuck, d'absorber sa puissance divine et ainsi le rendre mortel. Chuck est impressionné par les Winchester, reconnaissant qu’ils sont ses préférés et il pense avoir la gloire de mourir de la main de l’un des deux frères.
Jack assure à Sam que les pouvoirs de Dieu ne lui appartiennent plus et les frères finissent par avouer la fin qu’ils ont prévu pour lui, vivre une vie de mortel seul et oublié. Alors que le trio part, Chuck les supplie d’attendre, mais ils l’ignorent et partent. Dans la ville la plus proche, Jack réussit à faire revenir les êtres vivants sur toute la planète. Il confirme qu’Amara est avec lui et qu'ils sont en harmonie. Mais il ne retournera pas au bunker, car Jack révèle qu’il est partout et en toute chose. Il dit au revoir, s’éloigne et disparaît.

### Épisode 20:Le Dernier voyage
- États-Unis /  Canada : 19 novembre 2020 sur The CW
- France : 19 novembre 2020 (en VOSTFr) et 17 octobre 2021 (en VF) sur Série Club

- États-Unis : 1,38 million de téléspectateurs[26] (première diffusion)

- Jim Beaver (Bobby Singer)

Après avoir vaincu Chuck, Sam et Dean reprennent un quotidien normal, aussi normal que puisse être une vie de chasseur. L'épisode reprend les codes habituels de la série : l'obsession de Dean pour les tartes et la malbouffe, l'invention de nouveaux noms de créatures, le recours au journal de leur père, les discussions amenées par Sam partageant ses émotions sur la disparition de Castiel et Jack, les chamailleries entre frères, ...
Cet épisode est précédé par une spéciale rétrospective The Long Road Home.